# 北園克衛

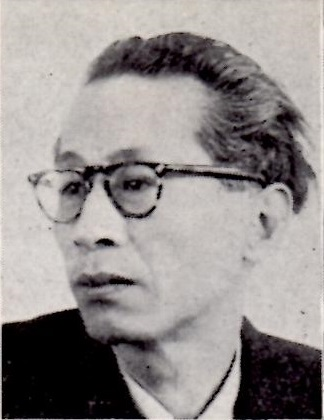
北園克衛

北園 克衛（きたぞの かつえ、1902年（明治35年）10月29日 - 1978年（昭和53年）6月6日）は、三重県出身の詩人、写真家、デザイナー。中央大学経済学部卒。本名は橋本健吉（はしもと けんきち）。実兄は彫刻家の橋本平八。代表的な詩集に『白のアルバム』『黒い火』などがある。「Kitasono」と署名していたことから＜きたその＞と表記されることが多いが＜ぞの＞が正しい（ローマ字ではなくフランス語の署名）。周辺からは「ゾノさん」と呼ばれていた。エズラ・パウンドは北園との往復書簡の中で「キットカット」（Kit Kat）と呼んだ。

## 人物
1902年、現在の三重県伊勢市朝熊町に生まれる。関東大震災のあと、大正末期から昭和初期にかけて華ひらいた前衛詩誌文化の中心で活躍した、いわゆるモダニズム詩人の代表的人物。日本で初めてのシュルレアリスム宣言（上田敏雄、上田保 (英文学者)と連名）を配布したことからシュルレアリスムの詩人とされることが多いが、シュルレアリスムからは短期間で離脱し該当する作品も少量にすぎない。むしろバウハウスの造型理念を視覚的に享受した影響が大きい。
本質は頑迷な気骨に濃密なロマンティシズムをまとった明治生まれの文人の典型。1935年にサロン的な同人・VOU（ヴァウ）を主宰し同名の機関誌『VOU』を発行、以後終生にわたり主たる発表の場となる。戦前には俳句を詠んだが、関東大震災に罹災するまで下宿していたのが原石鼎宅の離れだったという経緯がある。
自身の詩は抒情・和風・実験の三つに分類されると説明しているように、詩の傾向は多岐にわたる。このうち「実験」に類する詩群は、ことばの意味よりも文字のかたちを重要視したり、一行に一語の詩、「連」が図形をかたちづくる詩など、形状やパターンに独特の視線を注いで興味深い成果を導いた。
代表作「単調な空間」（1959）はこの詩人の美意識が結晶したもので、当時世界を席巻していたコンクリート・ポエトリーと関連づけることができる日本では数すくない言語詩である。また処女詩集『白のアルバム』（1929）に収録されている「図形説」は活字だけをもちいて描かれた絵画的な作品群で、コンクリート・ポエトリーにおいて前史的な位置をあたえられており、ロシア構成主義の「声のために」（マヤコフスキー／リシツキー）と比較されることが多い。
1950年代から写真作品を発表し、主観主義写真の流行においては紹介者としての立場をみとめることができる。

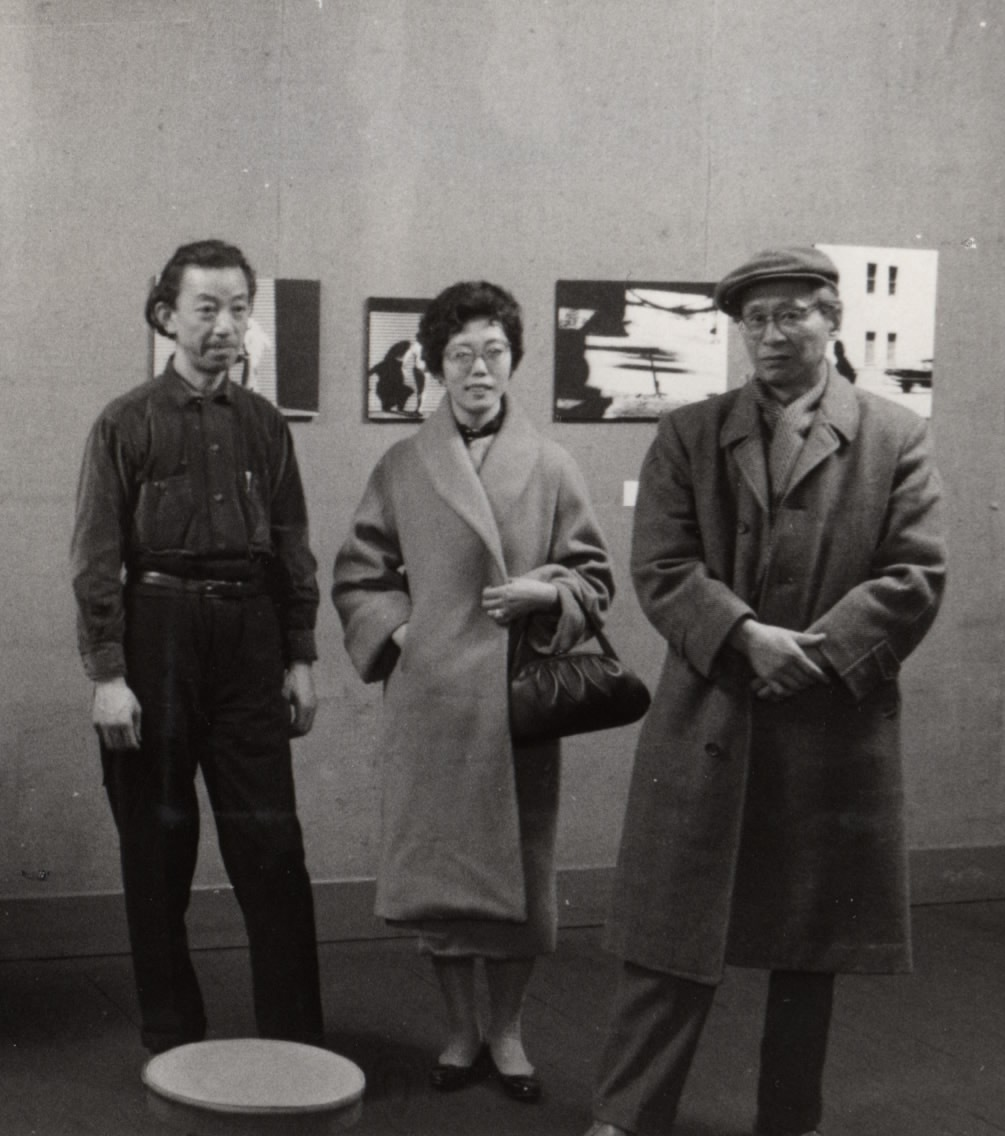
左から山本悍右・辻節子・北園 1959年
第12回VOU形象展会場にて

1960年代以降は室内で静物を造型的にセッティングして撮影する作風に変化しながら、やがて写真を＜詩そのもの＞と定義する「プラスティック・ポエム」にたどり着く。1966年に書かれたマニフェストはまず英語で、次いで日本語で発表されるが、その背景にはコンクリートおよびヴィジュアル・ポエトリーの変遷はげしい流行から脱して独自のスタンスを確保しようという狙いがあった。
詩作の一方で北園克衛はグラフィックデザイナーであり、イラストレーターでもあり、編集者でもあった。当初は油彩を描き二科展に入選を果たすなど画才にめぐまれ、昭和期を通じておびただしい文芸誌書に装幀家・挿画家として関与している（ハヤカワ・ミステリ文庫のエラリイ・クイーンのシリーズ装幀などが広く親しまれている）。多彩な活動を繰り広げる一方で、つねに「詩人」という肩書きで通した。
日本の戦後詩は戦前のモダニズムを超克することから開始されたため、1950年代以降は批評の前面に北園克衛の名前があらわれる機会はまれであった。とくに生活や社会をテーマにすることをきらうこの詩人の詩が戦後のリアリズム的思潮にかさなるはずもなく、没するまで公平な評価の機会は訪れなかった。またいわゆる戦争詩を書いていたことから文学者の戦争責任をめぐる議論にのぼることもあるが、この点については、モダニズムに通底する一種の融通性がナショナリズムを容易に透過させるワームホールになっていた、という一般的な戦争詩のメカニズム理解に留意する必要があるかもしれない。当局による統制下において北園克衛がもっとも多く書いた詩は日本の風土や光景を主題とする郷土詩であった。
戦後はデザインの仕事にもめぐまれ、建築家やデザイナーに信奉者を多く生み、また詩作についても充実した作品をつくり続け、概して多方面にわたりにぎやかな活躍を続けた。1978年6月6日、肺癌のため死去。戒名は克行院健翁蘭堂居士。没したのち、1980年代以降にはアートや写真など、詩と無関係な方面から新しい世代が「発見」していくかたちで評価されはじめ、その動きは2002年の北園克衛生誕百年イベントを経て継続している。
多摩美術大学図書館内に、遺品を中心とした北園克衛文庫が設置されている。なお遺品のなかには有名な「机」（北園克衛が編集していた紀伊国屋書店のPR誌）が一点も含まれていなかったが、日本近代文学館（東京・駒場）の設立時に北園本人が所蔵誌をすべて寄贈したためである。
『北園克衛全詩集』が刊行されているが、これは既刊詩集を再録した全・詩集であり、詩作を網羅するものではない。また二種類ある同名詩集に同じ原稿を用い、戦争詩を割愛しているなど注意が必要な刊行物である。造形詩については『カバンのなかの月夜』（国書刊行会）などで見ることができる。墓所は渋谷区祥雲寺。
1924年『GE.GJMGJGAM.RRRR.GJMGEM』編集同人になった。1927年『薔薇・魔術・学説』を創刊した。1928年『衣裳の太陽』を創刊した。1935年VOUクラブを結成し、『VOU』を創刊編集した。1937年『風流陣』を創刊した。1944年麦の会を結成し、『麦通信』を発刊した。1946年『VOU』を復刊した。日本歯科大学企画部に勤務し、図書館長を務めた。

## 著作

### 詩集
- 『白のアルバム』厚生閣書店（現代の芸術と批評叢書 第6編）／1929年
- 『若いコロニイ』ボン書店／1932年
- 『Ma Petite Maison』ボン書店／1933年
- 『円錐詩集』ボン書店／1933年
- 『鯤』民族社／1936年
- 『夏の手紙』アオイ書房／1937年
- 『サボテン島』アオイ書房／1938年
- 『火の菫』昭森社／1939年
- 『固い卵』文芸汎論社／1941年
- 『風土』昭森社／1943年
- 『砂の鶯』協立書店／1951年
- 『黒い火』昭森社／1951年
- 『若いコロニイ（定本）』国文社／1953年
- 『真昼のレモン』昭森社／1954年
- 『Black Rain』ダイバァーズ・プレス／1954年
- 『ヴイナスの貝殻』国文社（ピポー叢書）／1955年
- 『ガラスの口髭』国文社／1956年
- 『青い距離』パピルス・プレス（現代詩人叢書1）／1958年
- 『煙の直線』国文社／1959年
- 『家』昭森社／1959年
- 『眼鏡の中の幽霊』プレス・ビブリオマーヌ（コレクション「サフィール」第Ⅵ編）／1965年
- 『空気の箱』VOU／1966年
- 『Moonlight Night In A Bag』VOU／1966年（※プラスティック・ポエム集）
- 『白の断片』VOU／1973年
- 『Study Of Man By Man』Edizioni Factotum-Art（Factotumbook 15）／1979年（※プラスティック・ポエム集）
- 『BLUE』EDITIONS VOU／1979年（※遺稿詩集）
- 『色彩都市　北園克衛初期詩集群』／プレス・ビブリオマーヌ／1981年（※初期詩篇）

### 評論・エッセイ
- 『天の手袋』春秋書房／1933年
- 『句経』風流陣発行所（風流陣俳句文学叢書：第4）／1939年
- 『ハイブラウの噴水』昭森社／1941年
- 『郷土詩論』昭森社・1944年
- 『黄いろい楕円』宝文館／1953年

### 翻訳
- 『Les Petites Justes』ポール・エリュアール 著／ラベ書店／1933年
- 『戀の唄』ステフアヌ・マラルメ 著／ボン書店／1934年
- 『火の頬』レェモン・ラディゲ 著／白水社／1953年

### 作品集・その他
- 『黒い招待券』Mira Center、1964年 - ※短編小説集
- 『句集　村』（船木仁・藤富保男編）瓦蘭堂、1980年
- 『北園克衛詩集』 思潮社（現代詩文庫1023）、1981年
- 『北園克衛全詩集』（藤富保男編）沖積舎、1986年、再版2001年・新装版2017年
- 『2角形の詩論　北園克衛エッセイズ』リブロポート（アール・ヴィヴァン編）、1987年
- 『北園克衛全評論集』（鶴岡善久編）沖積舎、1988年
- 『北園克衛全写真集』（鶴岡善久編）沖積舎、1992年、新装版2014年
- 『白のアルバム：詩と散文』ゆまに書房（現代の芸術と批評叢書6）、1994年（※復刻版）
- 『北園克衛・レスプリヌーボーの実験』（内堀弘編）本の友社 (コレクション・日本シュールレアリスム７）、2000年
- 『カバンのなかの月夜　北園克衛の造型詩』（金澤一志監修）国書刊行会、2002年
- 『北園克衛エッセイ集』沖積舎、2004年
- 『記号説　1924-1941』（金澤一志編）思潮社、2014年
- 『単調な空間　1949-1978』（金澤一志編）思潮社、2014年
- 『白昼のスカイスクレエパア = Skyscraper of broad daylight：北園克衛モダン小説集』幻戯書房、2016年
- 『北園克衛　栞と樹木そして茶碗』中松商店、2019年（中松弘毅編）
- 『20's 北園克衛1920年代実験小説集成』（加藤仁編）幻戯書房、2023年

## 関連文献
- 近代詩人評伝 北園克衛（藤富保男、1983年　有精堂）
- 北園克衛とVOU（1988年　同書刊行会）
- ボン書店の幻（内堀弘、白地社）
- 特集＝北園克衛、奇跡のデザインワーク「SD(スペースデザイン）」2000年8月号（金澤一志監修、鹿島出版会）
- 特集＝北園克衛の副読本 彷書月刊 18巻12号（2002年 弘隆社）
- カバンのなかの月夜・北園克衛の造型詩（金澤一志監修、2004年 国書刊行会）
- 日本の肉筆絵入本 北園克衛を中心に（佐々木桔梗、2005年 書肆ひやね）
- 特集＝紙の上のモダニスト、北園克衛のハイブロウなデザイン「Casa BRUTUS」65号　2005年8月（金澤一志監修、マガジンハウス）
- 白の消息　骨董から北園克衛まで（山口信博、2006年 ラトルズ）
- Oceans Beyond Monotonous Space: Selected Poems of Kitasono Katue, translated by John Solt, introduction by Karl Young, co-edited by Karl Young and John Solt. Los Angeles: highmoonoon, 2007.
- 橋本平八と北園克衛展　異色の芸術家兄弟（図録）（2010年、三重県立美術館、世田谷美術館）
- 北園克衛の詩（金澤一志、2010年 思潮社）
- 北園克衛の詩と詩学：意味のタペストリーを細断する（著：ジョン・ソルト (John Solt)、翻訳：田口哲也、思潮社）2010年
- Shredding the Tapestry of Meaning: The Poetry and Poetics of Kitasono Katue (1902-1978) by John Solt, Harvard University Press 2011 (Paperback)
- 特集＝use poetry「HuGE」（ヒュージ、2011年3月号、 講談社）
- 特集＝21世紀の北園克衛　現代詩手帖（2011年6月号、思潮社）
- 特集＝北園克衛／清原悦志「IDEA」364号 （2014年5月、誠文堂新光社）
- 幅允孝のあの人を忘れたくない・第9回 詩人・北園克衛「Discovery Japan」（2016年8月号、枻出版社）
- 白昼のスカイスクレエパア 北園克衛小説集（2016年、幻戯書房）